# Cesáreo Galíndez
Cesáreo Galíndez Sánchez (Gordejuela, Vizcaya, 23 de septiembre de 1894-Madrid, 15 de marzo de 1990) fue un empresario español, presidente del Atlético de Madrid entre 1947 y 1952.

## Biografía
Cesáreo Galíndez nació en la localidad vizcaína de Gordejuela, estableciéndose posteriormente en la capital de España, donde se asentaría como joyero.
En 1931 se incorporaría como vocal a la junta directiva del Atlético de Madrid, al ser elegido presidente Rafael González Iglesias. Posteriormente, y una vez acabada la Guerra Civil, sería uno de los representantes del club en la fusión con el Aviación Nacional, proceso que desembocaría en el llamado Club Athletic Aviación, del que Galíndez sería secretario de la Junta Directiva a partir de octubre de 1939.
En julio de 1947 sería elegido presidente del club, que unos meses antes había cambiado su denominación por la actual de Club Atlético de Madrid, tras deshacerse los vínculos que lo ligaban al Ejército del Aire.
La presidencia de Cesáreo Galíndez está considerada como una de las más fructíferas de la historia rojiblanca. En esta etapa el club ganó dos ligas (1949/50 y 1950/51 y una Copa Eva Duarte de Perón (1951).
Su mandato se inició, en lo deportivo, con la destacada Delantera de Seda (Juncosa, Vidal, Silva, Escudero y Campos), una de las más recordadas en la historia atlética, y posteriormente se incorporaron jugadores como Ben Barek (1948)y técnicos como Helenio Herrera (1949)
En abril de 1950, el Atlético adquiere en propiedad el Estadio Metropolitano, en el que venía disputando sus partidos desde 1923. El club pagó por él once millones ochocientas mil pesetas.
Otro de los logros de Galíndez fue la consolidación de la sección de Balonmano, una de las más importantes en la historia del club.
El 16 de junio de 1952, se presentó a unas nuevas elecciones para revalidar su mandato, con el objetivo de abordar la reforma del Metropolitano, pero perdió en las mismas ante Luis Benítez de Lugo, marqués de la Florida.
Cesáreo Galíndez desempeñó el puesto de vicepresidente de la Real Federación Española de Fútbol entre los años 1954 y 1956, durante la presidencia del que fuera, también, presidente del Atlético de Madrid, Juan Touzón.
Cesáreo Galíndez falleció en Madrid el 15 de marzo de 1990.